# 마가렛트 여사의 숨길 수 없는 비밀
《마가렛트 여사의 숨길 수 없는 비밀》(Marguerite)은 2015년 공개된 영화이다. 제72회 베네치아 국제 영화제에 메인 부문에 출품되었다.

## 출연

### 주연
- 카트린 프로
- 크리스타 테렛

### 조연
- 앙드레 마르콩
- 미켈 파우
- 테오 콜비
- 아스트리드 웨트넬
- 빈센트 슈미트
- 크리스티안 페레이라
- 마르틴 파스칼

## 기타
- 음향: 프랑소와 무시
- 미술: 마틴 쿠렐
- 의상: 피에르-장 라로크